# Jan Commelin

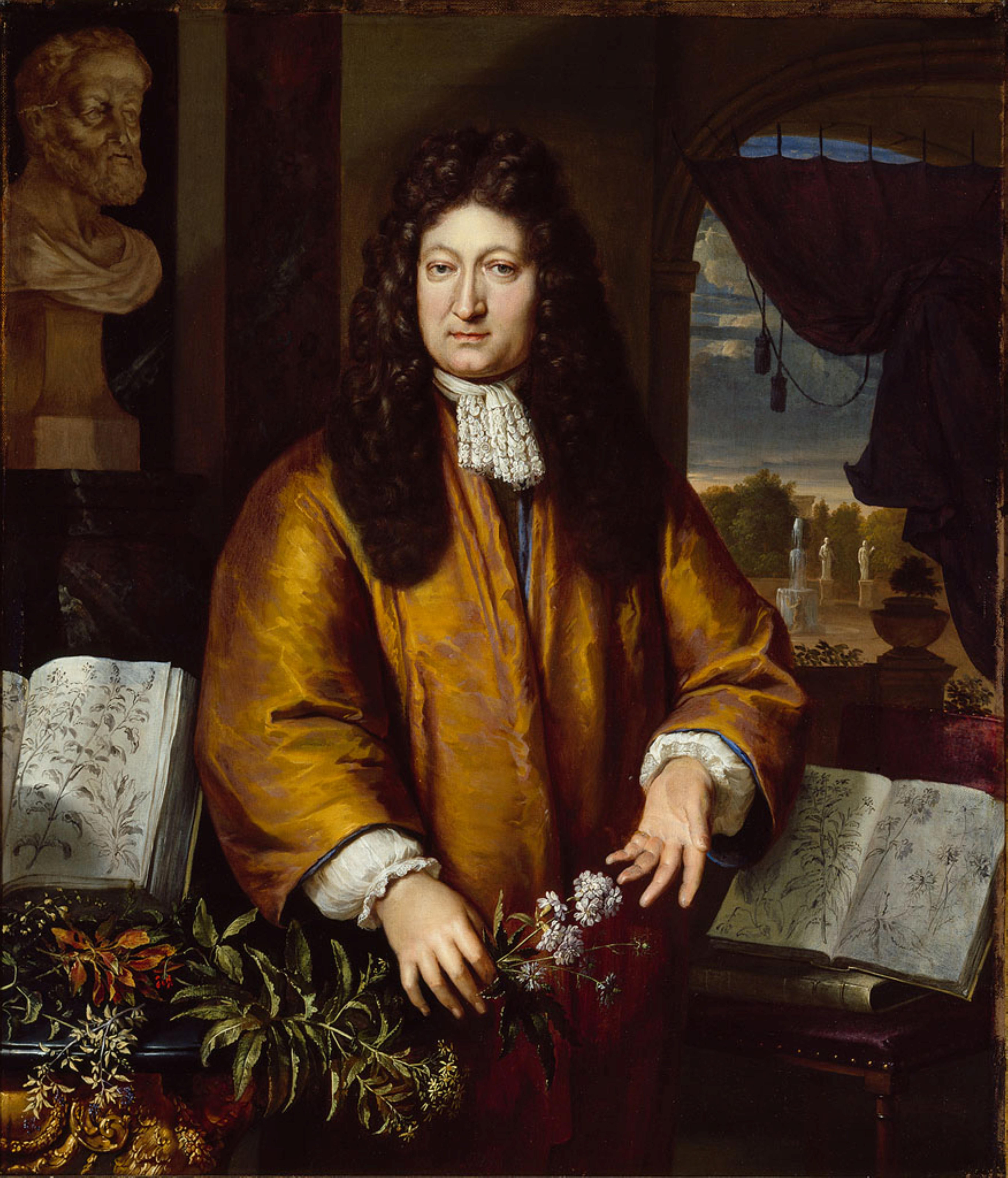
Portret door de schilder Gerard Hoet (collectie Amsterdam Museum)

Johannes Commelin (23 april 1629 - 19 januari 1692) was een Nederlands botanicus, evenals zijn neef: Casparus Commelin. Hij was de zoon van Isaac Commelin een Leidse uitgever en Amsterdamse historieschrijver. Als lid van de Amsterdamse vroedschap heeft hij met burgemeesterJoan Huydecoper van Maarsseveen de nieuwe Hortus Botanicus opgericht toen de oude hortus medicus moest wijken voor de stadsuitbreiding. Zijn rijkdom verwierf hij door het verkopen van medicinale planten aan Nederlandse apothekers en ziekenhuizen. Hij verbouwde tropische, door de VOC geïmporteerde planten op zijn Haarlemse buiten Zuyderhout.
Het plantengeslacht Commelina (familie Commelinaceae) is naar Jan en Caspar Commelin vernoemd. 

## Werken
- Nederlantze Hesperides (1676)
- Catalogus plantarum indigenarum Hollandiae (1683)
- Horti medici Amstelodamensis rariorum... (1697-1701)

|  |  |

- Biblioteca Nacional de España: XX5458386
- Bibliothèque nationale de France: cb12350643x (data)
- Author citation (botany): J.Commelijn
- Biografisch Portaal: 27706906
- Gemeinsame Normdatei: 124291821
- International Standard Name Identifier: 0000 0000 8386 8673
- Library of Congress Control Number: n84091125
- Nationale Bibliotheek van Tsjechië: mzk2009532790
- Nationale Bibliotheek van Israël: 987007278513105171
- Nederlandse Thesaurus van Auteursnamen: 069192464
- RKD-Nederlands Instituut voor Kunstgeschiedenis: 337419
- Système universitaire de documentation: 03248562X
- Virtual International Authority File: 60012575
- WorldCat: E39PBJppFGbKtwJVf6mJhBrcyd